# Острожский, Януш
Ива́н Константи́нович Остро́жский, более известный под уменьшительным именем Януш (пол. Janusz Ostrogski) род. ок. 1554 года, ум. 12 сентября 1620) — последний из князей Острожских, старший сын воеводы киевского князя Константина Константиновича и Софии Тарновской. Староста белоцерковский, богуславский, черкасский, каневский и переяславский (1585—1593), воевода волынский (1585—1593), каштелян краковский (1593—1620), первый ординат Острожский (1609—1620).

## Биография
Воспитывался при дворе немецкого императора, в жёны взял венгерскую графиню, первым из Острожских принял католичество. Православных в своих владениях, которые по площади могли сравниться только с землями Вишневецких, не притеснял. По его завещанию было учреждено командорство Мальтийского ордена в Польше.
После смерти отца король учредил для Януша острожскую ординацию, в качестве центра которой тот избрал перестроенный им для этой цели Дубенский замок. В Дубно он выстроил дворец, который и по сей день существует, хотя и в сильно перестроенном виде. Незадолго до смерти затеял также строительство замка Острожских в Варшаве.

## Семья

### Жёны и дети
Януш Константинович Острожский был трижды женат. В 1582 году женился на венгерской графине Сюзанне Середи (1566—1596).
В 1597 году вторично женился на Екатерине Любомирской (ум. в 1611 году), дочери каштеляна войницкого и староста сандомирского Себастьяна Любомирского (1546—1613) и Анны Браницкой (1567—1639).
В 1612 году в третий раз женился на Теофилии Тарло (1595—1635), дочери каштеляна садецкого Зигмунда Тарло.
Дети:
- Элеонора Острожская[укр.] (1582—1618), 1-й муж — воевода подольский Иероним Язловецкий (1570—1607), 2-й муж с 1609 года каштелян троцкий Ян Ежи Радзивилл (1588—1625);
- Евфросинья Острожская (ум. 1628), жена с 1605 года воеводы брацлавского и киевского князя Александра Янушевича Заславского (ум. 1629);
- Ян-Владимир Острожский (1617—1618), скончался за два года до смерти своего отца.

Старшая дочь от брака с несвижским ординатом Радзивиллом детей не имела, а младшая, от брака (в 1622 году) со своим дальним родственником Александром Заславским (одного корня с Острожскими) родила Владислава-Доминика Заславского — влиятельного вельможу, унаследовавшего дедовскую острожскую ординацию.
Кроме того, у Януша было двое племянников, которые оба умерли почти в одно с ним время, и две сестры, вышедшие поочерёдно замуж за князя Кшиштофа Радзивилла.